# بنیاد بازماندگان اسیدپاشی
بنیاد بازماندگان اسیدپاشی یک سازمان غیردولتی بنگلادشی است که به افزایش آگاهی و جلوگیری از اسیدپاشی و ارائه کمک‌های پزشکی و حقوقی به بازماندگان و نجات‌یافتگان اختصاص دارد.

## پیشینه
این بنیاد در سال ۱۹۹۹ توسط پزشک بریتانیایی دکتر جان موریسون با کمک قابل توجه جراح بریتانیایی دکتر رونالد هیلز و متعاقباً گروهی متشکل از چهار شهروند بنگلادشی کازی فضل الرحمن، دکتر سی.ال. سن جراح پلاستیک، سیگما هدی وکیل و سلیم احمد در ۱۲ مه ۱۹۹۹ با حمایت قابل توجه یونیسف و آژانس توسعه بین‌المللی کانادا در داکا تأسیس شد.
نسرین پروین حق یک شخصیت برجسته در زمینه اصلاحات اجتماعی و حقوق بشر در بنگلادش در سطح بین‌المللی برای این سازمان کمپین برگزار کرد. در سال ۲۰۰۵، منیره رحمان مدیر اجرایی سابق بنیاد بازماندگان اسیدپاشی جایزه حقوق بشر را از سوی عفو بین‌الملل دریافت کرد.
متعاقباً از بنیاد بازماندگان اسیدپاشی بنگلادش به عنوان یک سازمان نمونه برای تأسیس سایر سازمان‌های مشابه در اوگاندا، کامبوج و پاکستان استفاده شد که همگی توسط سازمان بین‌المللی نجات یافتگان از اسیدپاشی به سرپرستی سر جان موریسون پشتیبانی می‌شوند.

## خدمات اعلان و ارجاع (NRS)
پس از تأسیس، بنیاد بازماندگان اسیدپاشی، با کمک یک سازمان مردم نهاد دیگر به نام «توسعه دریافت کمک‌های خارجی» برای ایجاد یک سیستم اطلاع‌رسانی سراسری جهت شناسایی حملات اسیدی در عرض ۲۴ ساعت کار کرد. ظرف ۴۸ ساعت وضعیت بررسی می‌شود و قربانی به بیمارستان بنیاد بازماندگان اسیدپاشی در داکا منتقل می‌شود. همچنین یک خط تلفن پاسخگو در ۷ روز هفته و ۲۴ ساعته وجود دارد که امکان گزارش حملات و انتقال قربانیان به بیمارستان را فراهم می‌کند. همچنین اطلاع‌رسانی به سازمان‌های دولتی، سازمان‌های غیردولتی و رسانه‌ها انجام می‌شود.

## بیمارستان بنیاد بازماندگان اسید
قربانیان اسیدپاشی به درمان‌های تخصصی از جمله جراحی پلاستیک ترمیمی، فیزیوتراپی و استفاده از لباس‌های تحت فشار نیاز دارند. بیماران معمولاً به درمان تخصصی برای چشم، گوش، بینی، دهان، گردن یا سایر اعضای بدن نیاز دارند. سایر صدمات و شرایط سلامتی از جمله شکستگی، دیابت، بارداری و غیره بر روند درمان تأثیر می‌گذارد.
با شروع به کار بنیاد بازماندگان اسیدپاشی در سال ۱۹۹۹، بیمارستان کالج پزشکی داکا با واحد سوختگی ۸ تختخوابی خود، تنها بیمارستانی در بنگلادش بود که در درمان هر نوع آسیب سوختگی تخصص داشت. برای اصلاح بخشی از وضعیت، بنیاد بازماندگان اسیدپاشی با کمک کمیسیون عالی بریتانیا و انجمن زنان بریتانیا یک مرکز توانبخشی سوختگی ۲۰ تختخوابی را در نوامبر ۱۹۹۹ راه‌اندازی کرد که به‌طور غیررسمی به عنوان تیکانا (به معنای مقصد در بنگالی) شناخته شد.

## خدمات حمایت روانی
ماهیت آسیب‌رسانی دائمی اسیدپاشی‌ها و ناکارآمدی سیستم قضایی بنگلادش، آسیب جدی و گاه دائمی برای سلامت روانی بازماندگان و خانواده‌هایشان به همراه دارد. این می‌تواند منجر به ایجاد شرایط روان‌پزشکی، از جمله اختلال اضطراب پس از سانحه و بحران خودکشی شود که نیاز به مراقبت‌های روان‌پزشکی تخصصی دارد. بیمارستان کالج پزشکی داکا در حال حاضر تنها بیمارستان در بنگلادش است که دارای بخش روان‌شناسی بالینی است.
در نتیجه، بنیاد بازماندگان اسیدپاشی برای کمک به قربانیان و خانواده‌هایشان برای غلبه بر آسیب‌های ناشی از حمله، حمایت روانی در کنار تخت و جامعه ارائه می‌کند. بنیاد بازماندگان اسیدپاشی در حال حاضر یک روان‌شناس بالینی و دو مشاور همتا در بیمارستان خود برای ارائه خدمات مشاوره و روان درمانی دارد. بنیاد بازماندگان اسیدپاشی همچنین موسیقی و هنر درمانی را در بیمارستان خود سازماندهی می‌کند تا به بیماران کمک کند تا احساسات خود را بیان کنند.
| فاز                   | علائم مورد انتظار                                              |
| --------------------- | -------------------------------------------------------------- |
| پذیرش                 | اضطراب/ترور درد اندوه / اندوه                                  |
| مرحله مراقبت‌های ویژه  | اختلال استرس حاد                                               |
| در ریکاوری بیمارستان  | افزایش درد با ورزش خشم/خشم غم و اندوه افسردگی/تغییر سریع عاطفی |
| توانبخشی و ادغام مجدد | مشکلات تنظیم PTSD اضطراب افسردگی                               |

## توانبخشی و ادغام مجدد
حملات به‌طور موقت ظرفیت فرد را برای کار یا تحصیل از بین می‌برد. این ظرفیت را می‌توان پس از درمان از طریق تکنیک‌های توانبخشی و ادغام مجدد بازسازی کرد.
آمار بنیاد بازماندگان اسیدپاشی نشان داده‌است که ۴۶ درصد از مرتکبین افراد نزدیک به قربانی هستند. حدود ۲۶ درصد شوهر و ۲۰ درصد دیگر اعضای خانواده هستند؛ بنابراین، بسیاری از قربانیان خشونت اسید قادر به بازگشت به خانواده خود نیستند. با این حال، برخی به دلیل فقدان منبع درآمد مجبور به انجام این کار هستند.
اداره رفاه اجتماعی و شوراهای ملی و شورای کنترل اسید منطقه دارای صندوق‌هایی هستند که به بازماندگان وام بدون بهره می‌دهند. بنیاد بازماندگان اسیدپاشی به‌طور مداوم با شرکا و بازماندگان خود کار می‌کند تا اطمینان حاصل کند که این سرمایه‌ها به‌طور مؤثر به نفع بازماندگان اسید استفاده می‌شود. سرمایه‌گذاری خرد اغلب یک گزینه نیست زیرا بازماندگان اسیدپاشی در یک طبقه‌بندی با ریسک بالا برای سرمایه‌گذاری قرار می‌گیرند.

### استراتژی توانبخشی
بنیاد بازماندگان اسیدپاشی برای توانبخشی بیماران خود از طریق استفاده از اقدامات زیر تلاش می‌کند:

#### دفاع
بنیاد بازماندگان اسیدپاشی مدافع تضمین حقوق قانونی بازماندگان است. کمپین‌های حمایتی بنیاد بازماندگان اسیدپاشی مستقیماً بازماندگان را به عنوان سخنگویان تغییر درگیر می‌کند. این به کمپین‌ها اجازه می‌دهد تا نفوذ بیشتری داشته باشند و به بازماندگان اعتماد به نفس بیشتری بدهد. بنیاد بازماندگان اسیدپاشی همچنین با دولت، سازمان‌های غیردولتی، سازمان‌های تجاری و سایر آژانس‌ها لابی می‌کند تا حمایت توانبخشی را برای بازماندگان فراهم کند.

#### خدمات مستقیم از بنیاد بازماندگان اسیدپاشی
برای اطمینان از اینکه بازماندگان در موقعیتی هستند که می‌توانند به عنوان سخنگوی عمل کنند، آنها باید معیشت مطمئنی داشته باشند. به این ترتیب، بنیاد بازماندگان اسیدپاشی با ارائه حمایت‌های توانبخشی به بازماندگان از طریق حمایت اجتماعی و سایر طرح‌ها، که به بازماندگان امکان می‌دهد یک معیشت مطمئن و با موفقیت دوباره ادغام شوند در جامعه، مکمل تلاش‌های دولت است.
| ورودی | روند | خروجی |
| --- | --- | --- |
| درمان پزشکی رایگان کمک حقوقی کمک اضطراری خانواده حمایت از آموزش و پرورش مشاوره روان‌شناسی کمک مالی برای توسعه IGA | آموزش حرفه ای آموزش مهارت‌های زندگی آموزش مهارت‌های اجتماعی آموزش رهبری کمک در جستجوی کار و قرار دادن انجمن‌های بازماندگان پیوند دولت | بهبود درآمد بهبود شرایط زندگی مهارت‌های مدیریت دارایی مهارت‌های مدیریت مالی اعتماد به نفس بهبود سرمایه اجتماعی الگویی برای دیگران می‌شود |

بنیاد بازماندگان اسیدپاشی همچنین به قربانیانی که تنها نان آور خانواده خود هستند، حمایت مالی اضطراری می‌کند و برای تشویق بازماندگان به ادامه تحصیلات ابتدایی و متوسطه، حمایت آموزشی ارائه می‌کند.

## حمایت حقوقی

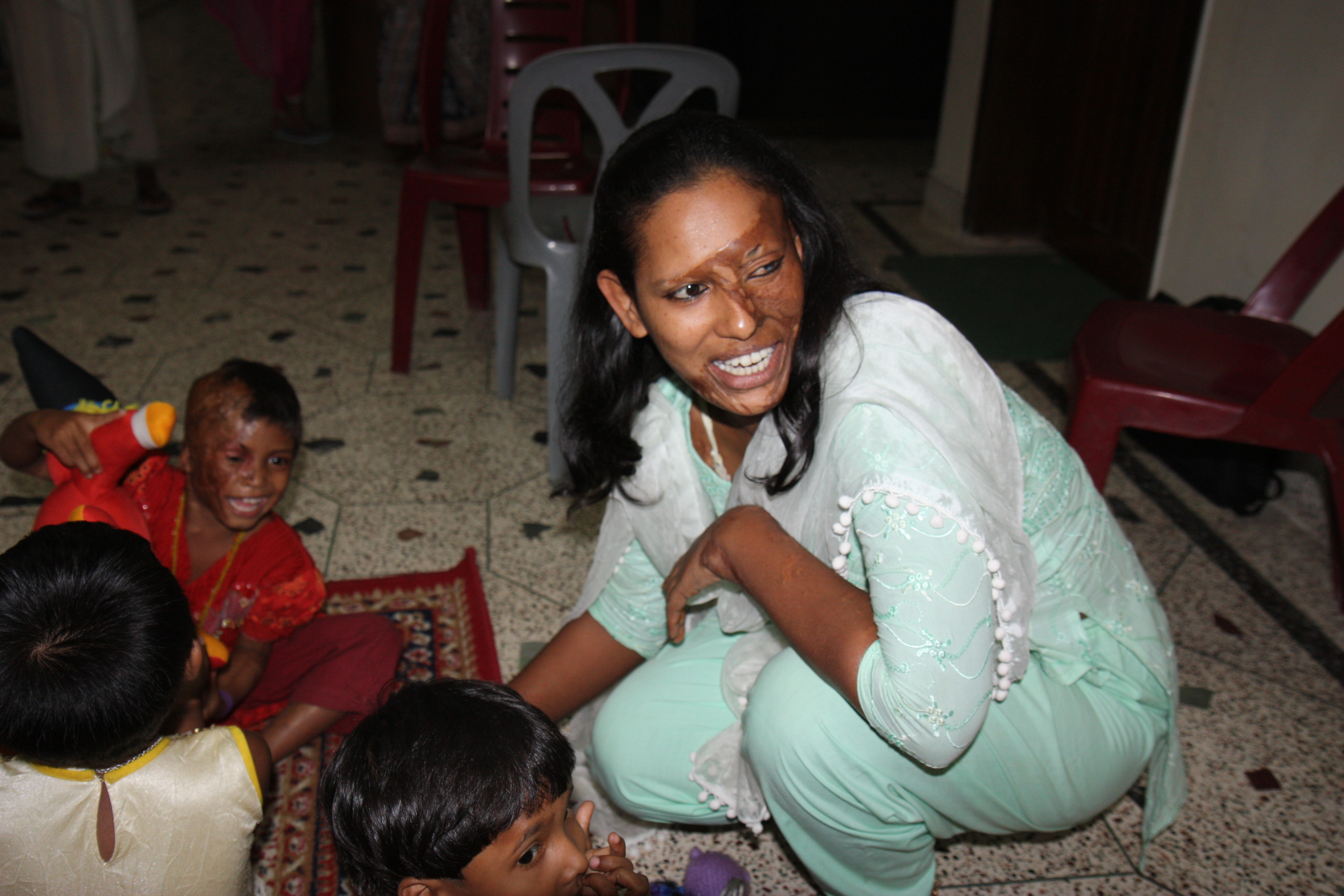
حمایت از حقوق قربانیان اسیدپاشی

تنها در صورتی می‌توان از پیشگیری مؤثر از خشونت اسیدی و یا اسیدپاشی اطمینان حاصل کرد که همه مجرمان به دست عدالت سپرده شوند و دولت بتواند به‌طور مؤثر استفاده غیرقانونی اسید را کنترل کند.
قبل از سال ۲۰۰۲، جرایم مربوط به اسید عمدتاً با استفاده از قانون پیشگیری از ظلم علیه زنان و کودکان در سال رسیدگی می‌شد. بنیاد بازماندگان اسیدپاشی همراه با سایر سازمان‌های حقوق بشر، فعالان اجتماعی و گروه‌های فشار از معرفی قوانین جدید برای مبارزه با جرایم اسیدی به‌طور خاص حمایت کردند. بنیاد بازماندگان اسیدپاشی، در روز جهانی زن بیش از ۵۰۰۰ نفر را برای راهپیمایی در کنار ۱۰۰ بازماندگان اسیدپاشی به عنوان کمپین برای قوانین جدید بسیج کردند.
تلاش‌های بنیاد بازماندگان اسیدپاشی بنگلادش منجر به ایجاد دو قانون در ۱۷ آوریل ۲۰۰۲ شده‌است، اسیدپاشی آن را به اولین کشور در جهان تبدیل کرده‌است که قوانین خاصی را در برابر اسیدپاشی‌ها دارد.
بنیاد بازماندگان اسیدپاشی با ارجاع آنها به شرکای حقوقی خود از جمله انجمن ملی وکلای زنان بنگلادش، و خدمات کمک حقوقی و اعتماد بنگلادش از بازماندگان حمایت قانونی می‌کند. مدیران پرونده بنیاد بازماندگان اسیدپاشی گزارش موردی از هر بازمانده را هنگام بستری شدن در بیمارستان بنیاد بازماندگان اسیدپاشی تهیه می‌کنند و سپس به بازماندگان و خانواده آنها مشاوره حقوقی ارائه می‌دهند. در حالی که شرکای حقوقی پرونده‌های دادگاه را برای هر بازمانده پیگیری می‌کنند، مدیران پرونده بنیاد بازماندگان اسیدپاشی بر نقش پلیس و دادستان عمومی نظارت می‌کنند تا اطمینان حاصل کنند که  نگرانی کمتری وجود دارد.

## حمایت از آگاهی
بنگلادش بالاترین میزان گزارش شده خشونت اسیدی را در جهان دارد. در بنگلادش، خشونت با اسید تا حد زیادی یک جنایت تبعیض آمیز جنسیتی علیه زنان است. از زمان آغاز به کار، بنیاد بازماندگان اسیدپاشی برای ایجاد کمپین‌های پیشگیری موفق کار کرده‌است که منجر به کاهش قابل توجهی در حملات اسیدی شده‌است. بنیاد بازماندگان اسیدپاشی کمپین‌های پیشگیری محلی و ملی را با استفاده از رادیو، تلویزیون و چاپ اجرا می‌کند تا این موضوع را در معرض توجه عموم قرار دهد.

### کمپین‌های بنیاد بازماندگان اسیدپاشی ۲۰۱۱
| نوع کمپین          | # رویدادها | مجموع شرکت کنندگان |
| ------------------ | ---------- | ------------------ |
| مدرسه و کالج       | ۴۲         | ۹٬۳۲۵              |
| کنفرانس بازماندگان | ۴          | ۲۳۸                |
| جلسات جامعه        | ۹۲         | ۴٬۵۷۲              |

### کمپین‌های مدرسه و دانشگاه
بنیاد بازماندگان اسیدپاشی کمپین‌های مختلف مدرسه و کالج را سازماندهی کرده‌است تا دانش آموزان را تشویق کند تا نقشی فعال در جلوگیری از خشونت اسیدی در جوامع خود داشته باشند. این کمپین‌ها همچنین به افزایش آگاهی در مورد علل خشونت اسید کمک می‌کند، که باعث تغییر نگرش نسبت به زنان و روابط انسانی می‌شود. این کمپین‌ها همچنین برای حساس کردن جوانان به نیازهای توانبخشی اجتماعی قربانیان و تشویق جوانان به عدم تبعیض علیه دانش آموزان دارای زخم و بدشکلی کار می‌کنند. همچنین دانش‌آموزان از روش‌های مناسب برای مقابله با اسیدپاشی مطلع می‌شوند.

### جلسات جامعه
جلسات اجتماعی بنیاد بازماندگان اسیدپاشی شامل خانواده‌های بازماندگان، رهبران جامعه، و نمایندگان دولت محلی می‌شود تا آنها را از پیامدهای خشونت اسیدی و همچنین مبارزات روانی-اجتماعی بازماندگان آگاه کنند. طرح‌هایی برای تسریع پذیرش جامعه از بازماندگان، تضمین حمایت اجتماعی، و ارتقای محیط‌های مساعد برای شفا نیز مورد بحث قرار می‌گیرد.

### استفاده از آب
- مقدار زیادی آب را حداقل به مدت سی دقیقه روی ناحیه آسیب دیده بریزید.
- پلک‌ها را باز نگه دارید و در صورت آسیب دیدگی، ناحیه مورد نظر را حداقل سی دقیقه با آب بشویید.
- مقدار زیادی آب بنوشید و در صورت بلعیده شدن اسید بلافاصله استفراغ کنید.

| استفاده بیماران از آب | درمان معمول | میانگین بستری شدن در بیمارستان | عوارض                                   |
| --------------------- | ----------- | ------------------------------ | --------------------------------------- |
| آب استفاده شده        | محافظه کار  | ۱۶ روز                         | کمترین                                  |
| از آب استفاده نکرد    | عملیاتی     | ۳۶ روز                         | انقباضات، اسکارهای هیپرتروفیک و ناتوانی |

## حمایت بین‌المللی

### انگلستان

#### وزارت توسعه بین‌المللی
۲۱ ژوئن ۲۰۱۱، آلن دانکن وزارت توسعه بین‌المللی، از بیمارستان بنیاد بازماندگان اسیدپاشی بازدید کرد و با بازماندگان تعامل کرد. او همچنین با نخست‌وزیر دیدار کرد تا از زمینی که در آن دولت بریتانیا به بنیاد بازماندگان اسیدپاشی در ساخت «مجتمع سوختگی بنیاد بازماندگان اسیدپاشی» کمک کند، درخواست کند. کاهش تعداد سوختگی‌های مرتبط با اسید

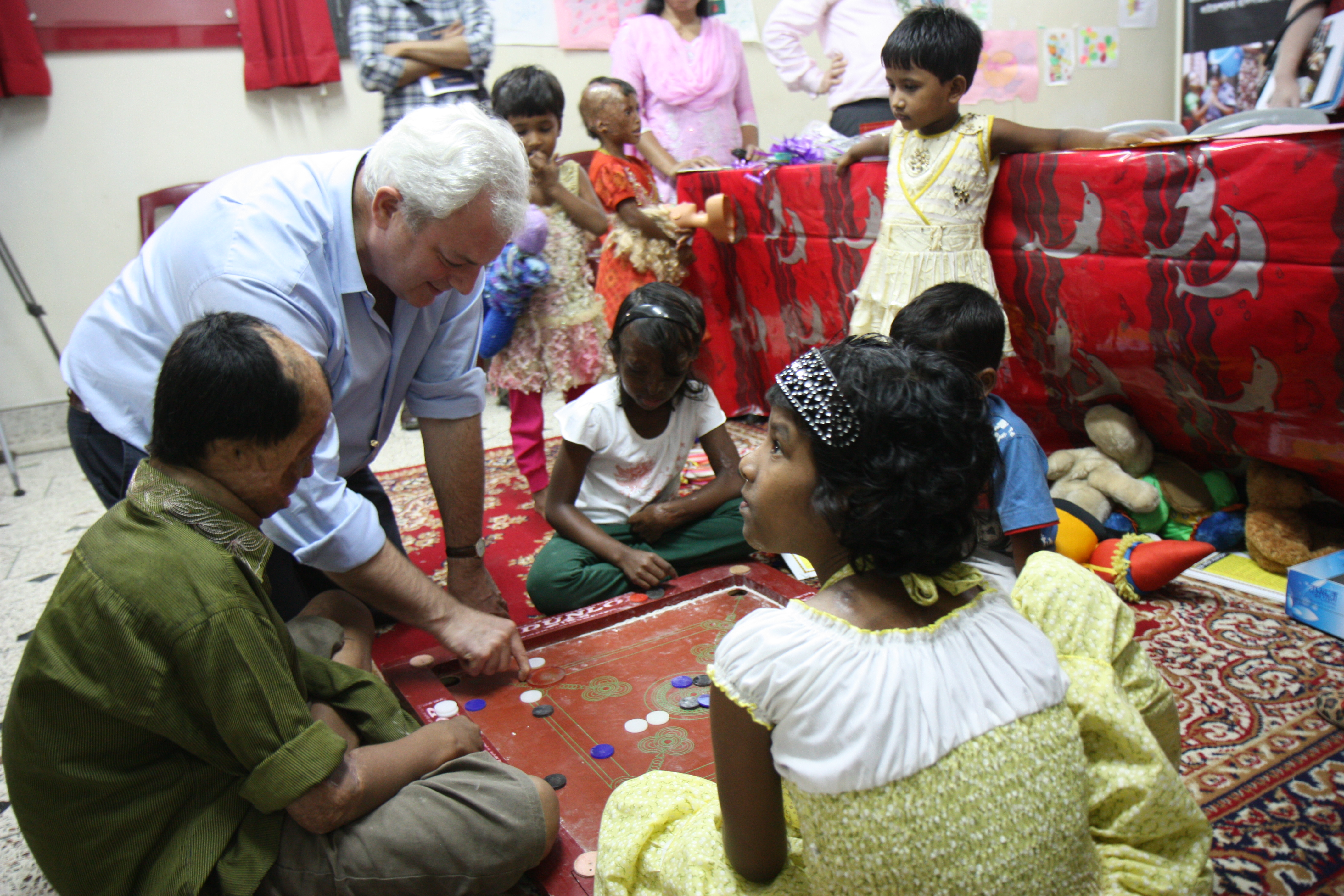
استفان اوبراین، وزارت توسعه بین‌المللی در حال بازی با قربانیان اسیدپاشی در بیمارستان بنیاد بازماندگان اسیدپاشی در داکا، بنگلادش در ۱۸ نوامبر ۲۰۱۱

موارد متناسب با افزایش گزارش‌های حملات نفت‌سفید و گاز بوده‌است. بنگلادش یک مرکز ۱۰۰ تختخوابی برای درمان همه این موارد دارد، که بیمارستان بنیاد بازماندگان اسیدپاشی و وزارت توسعه بین‌المللی هر دو موافقند کافی نیست.

#### پرنسس آن، پرنسس رویال
۱ مارس ۲۰۱۱، پرنسس آنا برای دومین بار از بیمارستان بنیاد بازماندگان اسیدپاشی بازدید کرد (اولین بار در سال ۲۰۰۰)، جایی که او شاهد عمل مرکز توانبخشی بود و با برخی از قربانیان تعامل داشت.

#### تیم کریکت انگلیسی
۱۷ فوریه ۲۰۱۱، تیم کریکت انگلیسی از بیمارستان بنیاد بازماندگان اسیدپاشی بازدید کرد، جایی که آنها با قربانیان تعامل کردند.

### فرانسه

#### جایزه حقوق بشر جمهوری فرانسه

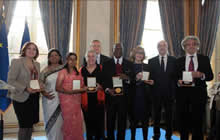
بنیاد بازماندگان اسیدپاشی جایزه حقوق بشر جمهوری فرانسه را دریافت می‌کند

۱۰ دسامبر ۲۰۱۱، بیمارستان بنیاد بازماندگان اسیدپاشی در مراسمی که در اسکله اورسی در پاریس برگزار شد، جایزه را از کمیسیون حقوق بشر فرانسه دریافت کرد.

### جایزه کودکان جهان
در ۲۸ آوریل ۲۰۱۱، دکتر منیره رحمان، مورهابازی نامگابه، و سیسیلیا فلورس-اوبندا به عنوان قهرمانان حقوق کودکان برای میلیون‌ها کودک در قلعه گریپسولم در ماریفریا، سوئد تجلیل شدند.

## آمار

### اسیدپاشی از سال ۱۹۹۹ تا ۲۰۱۸
| دوره زمانی | تعداد حوادث | تعداد افراد مورد حمله | تعداد افراد مورد حمله | تعداد افراد مورد حمله | تعداد افراد مورد حمله |
| دوره زمانی | تعداد حوادث | زنان                  | مردان                 | فرزندان               | جمع                   |
| ---------- | ----------- | --------------------- | --------------------- | --------------------- | --------------------- |
| ۱۹۹۹       | ۱۶۵         | ۷۰                    | ۲۵                    | ۷۲                    | ۱۶۷                   |
| ۲۰۰۰       | ۲۴۰         | ۱۱۴                   | ۳۲                    | ۹۴                    | ۲۴۰                   |
| ۲۰۰۱       | ۳۵۱         | ۱۳۳                   | ۹۱                    | ۱۲۸                   | ۳۵۲                   |
| ۲۰۰۲       | ۴۹۴         | ۲۳۶                   | ۱۳۷                   | ۱۲۳                   | ۴۹۶                   |
| ۲۰۰۳       | ۴۱۷         | ۲۰۹                   | ۱۲۱                   | ۹۰                    | ۴۲۰                   |
| ۲۰۰۴       | ۳۲۶         | ۱۹۳                   | ۶۵                    | ۷۵                    | ۳۳۳                   |
| ۲۰۰۵       | ۲۲۲         | ۱۵۴                   | ۷۱                    | ۵۲                    | ۲۷۷                   |
| ۲۰۰۶       | ۱۸۳         | ۱۳۶                   | ۵۸                    | ۳۰                    | ۲۲۴                   |
| ۲۰۰۷       | ۱۶۲         | ۱۱۳                   | ۴۸                    | ۳۸                    | ۱۹۹                   |
| ۲۰۰۸       | ۱۴۲         | ۹۴                    | ۵۵                    | ۳۵                    | ۱۸۴                   |
| ۲۰۰۹       | ۱۲۹         | ۹۳                    | ۴۴                    | ۲۲                    | ۱۵۹                   |
| ۲۰۱۰       | ۱۲۲         | ۹۰                    | ۳۸                    | ۳۲                    | ۱۶۰                   |
| ۲۰۱۱       | ۹۱          | ۶۳                    | ۳۰                    | ۲۵                    | ۱۱۸                   |
| ۲۰۱۲       | ۷۱          | ۵۰                    | ۲۲                    | ۲۶                    | ۹۸                    |
| ۲۰۱۳       | ۶۹          | ۴۴                    | ۲۸                    | ۱۳                    | ۸۵                    |
| ۲۰۱۴       | ۵۶          | ۳۷                    | ۲۰                    | ۱۳                    | ۷۰                    |
| ۲۰۱۵       | ۶۰          | ۴۱                    | ۲۴                    | ۱۰                    | ۷۵                    |
| ۲۰۱۶       | ۴۵          | ۳۵                    | ۱۰                    | ۷                     | ۵۲                    |
| ۲۰۱۷       | ۴۰          | ۳۱                    | ۹                     | ۹                     | ۴۹                    |
| ۲۰۱۸       | ۱۵          | ۹                     | ۴                     | ۶                     | ۱۹                    |